# 比阿特丽斯·阿姆斯特朗
比阿特丽斯·阿姆斯特朗（英語：Beatrice Armstrong，1894年1月11日—1981年3月12日），英国女子跳水运动员。她曾代表英国参加1920年和1924年夏季奥林匹克运动会跳水比赛，其中1920年奥运会获得一枚银牌。